# Ariella Reggio
Ariella Reggio (* 6. September 1936 in Triest) ist eine italienische Schauspielerin und Hörfunkmoderatorin.

## Leben
Ariella Reggio wuchs in Triest auf. Mitte der 1950er-Jahre zog sie nach Rom, wo sie eine  Schauspielausbildung absolvierte. Von 1958 bis 1979 war sie als Sprecherin bei verschiedenen italienischen Radiosendern tätig. Ihr Bühnendebüt hatte sie im Jahr 1961 am Teatro Stabile della Città di Trieste in der Rolle der Colombine Goldonis Komödie Der Diener zweier Herren. Sie stand in zahlreichen Theaterstücken, beispielsweise von Niccolò Machiavelli, Jean-Paul Sartre oder Bertolt Brecht auf der Theaterbühne. Zudem wirkte Reggio auch in vielen Operetten und Musicals mit.
1976 gründete sie zusammen mit Orazio Bobbi, Lidia Braico und Francesco Macedonio in Triest das Teatro stabile La Contrada, das neben dem üblichen Bühnenrepertoire vor allem Stücke in Triester Mundart und Stücke für Kinder und Jugendliche präsentiert.
Seit 1982 stand sie bislang in mehr als 30 Film-und-Fernsehproduktionen als Schauspielerin vor der Kamera. 2018 bekam sie in dem Film Sono Tornato eine Hauptrolle.

## Filmografie (Auswahl)
- 2008: Wir schaffen das schon (Si può fare)
- 2012: To Rome with Love
- 2013: Zoran – Mein Neffe der Idiot (Zoran, il mio nipote scemo)
- 2016: Der italienische Koch (The Space Between)
- 2018: Sono Tornato
- 2021: Die Augen von Marilyn (Marilyn ha gli occhi neri)